# 旅はパノラマ
『旅はパノラマ』（たびはパノラマ）は、一部日本テレビ系列局で放送されていた中京テレビ製作の旅番組である。製作局の中京テレビでは1985年4月6日から2007年9月29日まで放送。

## 概要
22年6か月間にわたって放送されていた名鉄グループの単独提供番組で、その殆どの期間において15分番組として放送されていた。中京テレビが十八番としているグルメ情報番組としての側面も併せ持っており、かつて存在していた番組公式サイトには、リポーターが訪れた料理店や土産物屋などに関する情報が毎回詳細に綴られていた。
なお、名鉄グループはこの番組のオンエア開始5分前まで東海テレビで放送されていた『夢のちから』も提供していた。遅れネット局においては名鉄グループの提供ではなく番組販売扱いで、CMはスポットCMのみ、あるいはローカルスポンサーを付けての放送が行われていた。

## 番組史
この番組は、日本初の「女性が作る女性のための旅番組」をテーマに掲げてスタートした。当時はリポーターが女性であるのは勿論のこと、ロケ先へ同行するディレクター、カメラマン、照明担当、音声担当に至るまで全て女性ばかりで構成されていた。番組内でも彼女たちスタッフの映り込みがあり、また、スタッフロールの代わりに彼女たちの旅先での記念写真を映すなどの工夫を凝らしていたが、3年目からは「オール女性スタッフ」のコンセプトを解消し、以後は男性スタッフが増えていった。また、後に男性リポーターを起用するようにもなった。
番組は、放送開始から長らく土曜7:30枠で放送されていた。系列局各局で『ズームイン!!サタデー』の同時ネットが開始された頃、中京テレビは7:30から放送していたこの番組を動かせず、しばらくの間『ズムサタ』をこの時間で飛び降りていた。その際には、7:30直前に急に番組を中断するのではなく、7:25頃のCM明けに中京テレビローカルで独自のコーナー（CM前の日本テレビからのアイキャッチで取り上げた話題を中京テレビが伝える）とエンディングを設けることで出来るだけ飛び降りの違和感が生じないようにしていた。また、7:30以降の中京テレビからの中継は裏送りで行っていた。この状態は、1996年10月に番組が土曜17:00枠へ移動したことによってようやく解消した。
1998年10月からは土曜11:45枠で放送されるようになったが、番組は2003年3月に一旦レギュラー放送を終了。同年4月からは特別番組扱いになり、単発番組の放送枠である土曜10:25枠で2か月に1回ほどのスローペースで放送されるようになったが、その代わりに放送時間は55分と大幅に拡大した。特別番組と化してからはレギュラーリポーターの起用を中断し、毎回著名なタレントをゲストリポーターに迎えるようになった。2004年からは毎回片岡鶴太郎が1人の女性ゲストとともにリポーターを務める形式へ移行した。
2006年4月からは15分番組に戻り、再び元の土曜11:45枠で毎週放送されるようになったが、それから1年半後の2007年9月に番組は終了。合わせて22年6か月間にわたる放送に幕を閉じた。番組の終了後、同時間帯では同じく名鉄グループ提供の旅番組『ゴリ夢中』が放送されている。

## 出演者

### 前期の出演者
前期には、オーディションで選んだ一般女性をリポーターに起用していた。当初は3人1組での出演だったが、3年目からは輪番制で1人ずつが出演する形式へ移行した。特別編として文化人をゲストに招き、彼女たちとともに旅をさせる回もあった。その後、番組は一般女性をリポーターに起用するのをやめ、タレントを起用するようになった。

### 後期の出演者
後期には、毎回この中から1人が輪番制でリポーターを務めていた。この番組が何本撮りで制作されていたのかは不明だが、3週連続もしくはそれ以上にわたって同じ人物が出演するケースがよく見受けられた。なお、公式サイト上でのリポーターの扱いは、2006年3月までは「案内人」だったが、同年4月のレギュラー放送再開以後は「旅人」と表記されるようになった。
- 綾野あやめ
- かかずゆみ
- 安田美香（1997年 - 1999年）
- 宮崎順子（2000年 - 2002年）
- 中條佳代子（2000年 - 2003年）
- 小宮千夏（2002年 - 2003年）
- 田中菜月（2002年 - 2003年）
- 片岡鶴太郎（2004年 - 2006年） - 隔月1回期のレギュラーリポーター。
- はしのえみ（2006年）
- 水野裕子（2006年 - 2007年）
- 杉浦太陽（2006年 - 2007年）
- 吉岡美穂（2006年 - 2007年） - はしのに替わってレギュラー入り。

## スタッフ
- ナレーター - 槇大輔
- テーマ音楽 - 川井憲次
- プロデューサー - 斉藤員功
- 制作プロダクション - 中京テレビ映像企画、FOX21、東京映画新社

## 放送局
| 放送対象地域 | 放送局         | 系列           | 放送日時 | 備考                                                     |
| ------------ | -------------- | -------------- | --- | -------------------------------------------------------- |
| 中京広域圏   | 中京テレビ     | 日本テレビ系列 | 土曜 07:30 - 07:45 （1985年4月6日 - 1996年9月28日） 土曜 17:00 - 17:15 （1996年10月5日 - 1998年9月26日） 土曜 11:45 - 12:00 （1998年10月3日 - 2003年3月29日） 土曜 10:25 - 11:20 （2003年4月12日 - 2006年3月25日） 土曜 11:45 - 12:00 （2006年4月8日 - 2007年9月29日） | 製作局                                                   |
| 福島県       | 福島中央テレビ | 日本テレビ系列 | 土曜 11:45 - 12:00 （2007年10月6日まで） | 7日遅れ                                                  |
| 石川県       | 北陸放送       | TBS系列        | 土曜 7:30 - 7:45（1998年3月まで） | 中京テレビと同時ネットだった時期あり・スポンサードネット |
| 石川県       | テレビ金沢     | 日本テレビ系列 | 木曜 11:45 - 12:00 （1998年4月9日 - 2003年4月10日） 土曜 10:30 - 11:25 （2003年4月12日以降） | MROから移行。                                            |
| 長野県       | テレビ信州     | 日本テレビ系列 | 金曜 10:30 - 10:45 （2003年4月4日まで） | 6日遅れ                                                  |
| 静岡県       | 静岡第一テレビ | 日本テレビ系列 | 土曜 07:30 - 07:45 （1993年頃） | 同時ネットであったかは不明。                             |
| 山口県       | 山口放送       | 日本テレビ系列 | 土曜 09:55 - 10:10 （2007年11月10日まで） 日曜 07:30 - 07:45 （2007年11月18日 - 2008年2月24日） | 約5か月遅れ                                              |